# Jensen Plowright
Jensen Plowright (Melbourne, 15 maggio 2000) è un ciclista su strada e pistard australiano che corre per il team Alpecin-Deceuninck. Velocista, è professionista dal 2023.

## Palmarès

### Strada
- 2019 (Drapac Cannondale Holistic Development Team, una vittoria)

3ª tappa New Zealand Cycle Classic (Te Awamutu > Te Awamutu)
- 2020 (Team BridgeLane, una vittoria)

3ª tappa New Zealand Cycle Classic (Masterton > Martinborough)
- 2022 (Équipe Continentale Groupama-FDJ, tre vittorie)

Youngster Coast Challenge
2ª tappa Triptyque des Monts et Châteaux (Bernissart > Tertre)
3ª tappa, 2ª semitappa Flanders Tomorrow Tour (Handzame > Handzame)
- 2024 (Alpecin-Deceuninck, due vittorie)

1ª tappa Tour of Qinghai Lake (Xining > Xining)
5ª tappa Tour of Qinghai Lake (Gonghe > Xihaizhen)
- 2025 (Alpecin-Deceuninck Development Team, una vittoria)

Omloop van het Waasland

#### Altri successi
- 2021 (Team BridgeLane)

Melbourne to Warrnambool Classic

### Pista
- 2017

Campionati australiani, Inseguimento a squadre Junior (con Godfrey Slattery, Isaac Buckell e Riley Hart)
- 2020

Campionati australiani, Corsa a punti
- 2021

Campionati australiani, Omnium
Campionati australiani, Inseguimento a squadre (con Bill Simpson, Patrick Eddy e Graeme Frislie)
- 2022

Adelaide Track League (Adelaide), Omnium
Adelaide Track League (Adelaide), Corsa a eliminazione

## Piazzamenti

### Grandi Giri
- Giro d'Italia

2025: 158º

### Competizioni mondiali
- Campionati del mondo su strada

Fiandre 2021 - In linea Under-23: 103º
Wollongong 2022 - In linea Under-23: ritirato